# Asterinopsis penicillaris
Asterinopsis penicillaris is een zeester uit de familie Asterinidae.
De wetenschappelijke naam van de soort werd in 1816 gepubliceerd door Jean-Baptiste de Lamarck. Het holotype is verloren gegaan of zoekgeraakt, en de beschrijving door Lamarck is onvoldoende om de soort met zekerheid te kunnen onderscheiden. De naam wordt daarom als een nomen dubium beschouwd. Omdat deze naam het type is van het geslacht Asterinopsis, wordt ook die geslachtsnaam als een nomen dubium beschouwd.